# Urophonius iheringi
Espèce
Synonymes
- Urophonius corderoi Mello-Leitão, 1931
- Urophonius granulosissimus Mello-Leitão, 1934

Urophonius iheringi est une espèce de scorpions de la famille des Bothriuridae.

## Distribution
Cette espèce se rencontre en Argentine dans la province de Buenos Aires, en Uruguay et au Brésil au Rio Grande do Sul.

## Description
Le mâle mesure 30,27 mm et la femelle 35,28 mm.

## Étymologie
Cette espèce est nommée en l'honneur de Hermann von Ihering.

## Publication originale
- Pocock, 1893 : A contribution to the study of neotropical scorpions. Annals and Magazine of Natural History, sér. 6, vol. 12, p. 77–103 (texte intégral).